# Rebellion (2011)
Rebellion ist ein französisches Filmdrama von Mathieu Kassovitz aus dem Jahr 2011. Es behandelt die Geiselnahme von Ouvéa, die 1988 blutig endete.

## Handlung
Am 22. April 1988 werden 30 Mitglieder der Gendarmerie nationale auf Ouvéa, Neukaledonien, von Einheimischen als Geiseln genommen und verschleppt. Vier Polizisten der Station werden zudem während der Geiselnahme getötet. Philippe Legorjus von der Antiterroreinheit GIGN wird mit einigen seiner Männer als Unterhändler nach Ouvéa geschickt, um eine Freilassung der Geiseln zu erreichen. Vor Ort wird den Männern der Gendarmerie, zu denen auch die GIGN gehört, klar, dass sie im Fall der Geiselbefreiung nicht das Sagen haben werden. Der Premierminister Jacques Chirac hat bereits am Vortag das Militär unter General Vidal auf die Inseln beordert. Gendarmerie und Militär einigen sich darauf, dass das Militär auf Ouvéa und damit vor Ort das Sagen hat, während der mit Legorjus gekommene Gendarmeriegeneral Jérôme zurück auf die Hauptinsel Nouméa geht. Legorjus ist nun Vidal unterstellt.
Als Fallschirmspringergruppe getarnt, beginnt Legorjus mit seinen Männern mit der Suche nach den Geiseln. Diese wurden von den Einheimischen in zwei Gruppen im Norden und Süden der Insel aufgeteilt. Die Suche bleibt zunächst ohne Erfolg, was politischen Druck nach sich zieht. In Frankreich sind gerade Präsidentschaftswahlen, wobei François Mitterrand gegen den Herausforderer Jacques Chirac antritt. Die Geiselnahme fand kurz vor den Wahlen statt, nun steht ein zweiter Wahlgang in zwölf Tagen an. Die Affäre soll jedoch in jedem Fall vor der Wahl beendet sein.
Überraschend werden die Geiseln im Süden freigelassen und die Geiselnehmer ohne Blutvergießen verhaftet. Es wird deutlich, dass es sich bei den Geiselnehmern nicht um Terroristen handelt, sondern um einfache Soldaten und Dorfbewohner. Sie wollten im Auftrag der Kanakischen sozialistischen Front der nationalen Befreiung (FLNKS) Gendarmeriestützpunkte einnehmen, um ihren Forderungen nach der Unabhängigkeit Neukaledoniens Ausdruck zu verleihen und gegen Gesetze des Ministers der französischen Überseegebiete, Bernard Pons, demonstrieren. Tote sollte es dabei nicht geben.
Philippe Legorjus und seinen Männern gelingt es, die zweite Geiselgruppe ausfindig zu machen. Zur Vermittlung bietet sich der einheimische stellvertretende Staatsanwalt Jean Bianconi an, der jedoch zu seinem eigenen Schutz von Legorjus begleitet wird. Beide werden als Geiseln genommen, ebenso wie sechs weitere von Legorjus’ Männern. Legorjus jedoch gelingt es, in Dialog mit dem Anführer der Geiselnehmer, Alphonse Dianou, zu treten. Dieser schildert Legorjus seine Motivation, darunter die Angst vorm Verlust der Traditionen im Falle einer weiteren Abhängigkeit von Frankreich. Er fordert den Abzug des Militärs von einer nahegelegenen Stadt sowie Kontakt zum Leiter der FLNKS, Franck Wahuzue, von dem er Anweisungen zum weiteren Vorgehen erhofft. Legorjus gelingt es, den Abzug der Truppen zu erreichen. Wahuzue jedoch weigert sich, in einen Dialog mit den Geiselnehmern oder Frankreich zu treten, da die FLNKS vom französischen Staat als Terroreinheit betrachtet wird.
Legorjus wird zunehmend klar, dass weder Präsident Mitterrand noch Premierminister Chirac an einer friedlichen Lösung der Geiselnahme interessiert sind. Obwohl er das Vertrauen von Alphonse Dianou gewonnen hat, darf er nicht zu den Geiseln zurückkehren. Da Alphonse Dianou zum Ziel hat, der Weltöffentlichkeit die Forderung nach Unabhängigkeit mitzuteilen, organisiert Legorjus ein Kamerateam, dem er seine Forderungen mitteilen soll. Der Plan, der eine Freilassung der Geiseln zur Folge hätte, wird jedoch von Bernard Pons gestoppt. Längst ist klar, dass die Geiselnahme von Ouvéa militärisch gelöst werden soll, wobei die Szenarien bis zum Einsatz von Bomben und Napalm reichen. Legorjus geht es nun vor allem darum, das Leben der Geiseln zu retten. Jean Bianconi, der ebenfalls von den Geiselnehmern freigelassen wurde und seither als Mittler fungiert, schmuggelt Waffen zu den Geiseln. Bei der am 5. Mai 1988 folgenden „Operation Victor“ wird die Geiselnahme unter anderem durch die GIGN und Fallschirmtruppen samt Flammenwerfern beendet. Es sterben 19 Geiselnehmer, darunter Alphonse Dianou an unterlassener Hilfeleistung. Es kommt später heraus, dass einige Geiselnehmer ermordet wurden, als sie sich bereits ergeben hatten. Bei der Befreiungsaktion werden auch zwei Soldaten getötet und einer schwer verletzt. Die Geiseln überleben. Kurz darauf wird Mitterrand als Präsident Frankreichs bestätigt. Das bald darauf verabschiedete Matignon-Abkommen sichert Neukaledonien Gespräche zur Selbstbestimmung sowie eine Generalamnestie zu. Ein Referendum im Jahr 2014 soll über die Unabhängigkeit Neukaledoniens von Frankreich entscheiden.

## Produktion

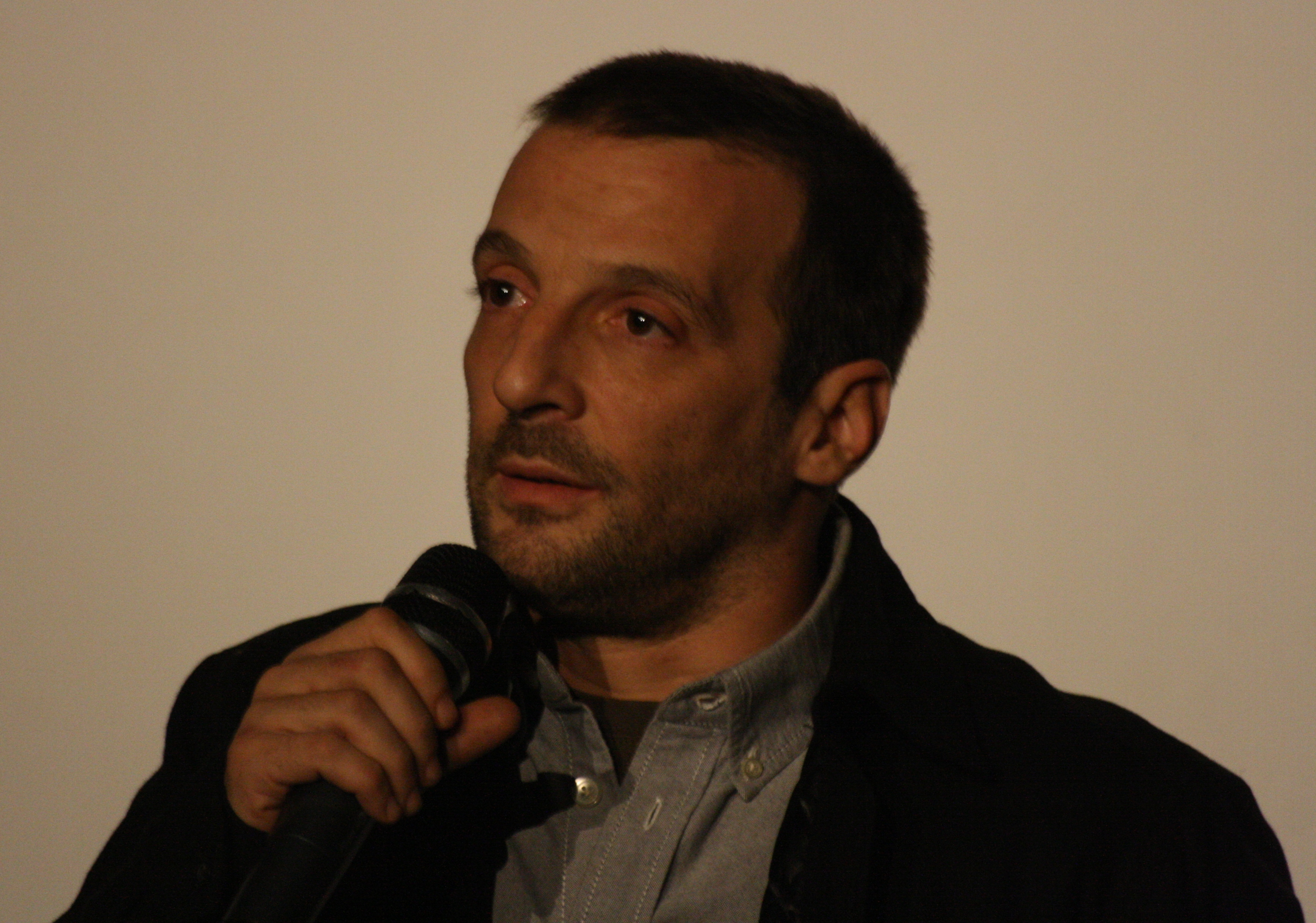
Mathieu Kassovitz auf der Vorpremiere des Films

Rebellion basiert auf dem Buch Enquête sur Ouvéa von Philippe Legorjus, in dem dieser die Ereignisse der Geiselnahme und der vergeblichen Vermittlung aus seiner Sicht schildert. Legorjus wird im Film von Mathieu Kassovitz dargestellt, der auch Regie führte, am Drehbuch beteiligt war und den Film mitproduzierte. Rebellion wurde von September bis November 2010 und mit einem Budget von rund 15 Millionen Euro vor allem in Französisch-Polynesien gedreht. Die Kostüme schuf Agnès Beziers, die Filmbauten stammen von Bruno Coupe, Emmanuelle Cuillery und Giuseppe Ponturo.
Rebellion kam am 16. November 2011 in die französischen Kinos, wo er von rund 152.000 Zuschauern gesehen wurde. Bereits Ende Oktober 2011 entschied der Filmverleih in Neukaledonien, den Film nicht vor Ort zu zeigen, da er alte Wunden wieder aufbrechen lassen würde. In Deutschland erschien der Film im Dezember 2012 direkt auf DVD.

## Kritik
„Politisch engagiertes, mit viel Herzblut inszeniertes und gespieltes Drama“, befand das Lexikon des internationalen Films. Cinema bezeichnete den Film als „ernüchterndes Actiondrama über die Nachwehen der französischen Kolonialpolitik“.
Le Figaro schrieb, dass der Film nach langer Entstehungsphase überladen wirke. Kassovitz könne sich nicht für eine cineastische Gestaltungsform entscheiden und wechsle daher beständig von einer zur anderen. Das Endprodukt wirke nicht wie der siebente Spielfilm eines Regisseurs, sondern wie ein naives Frühwerk. Positiv hervorzuheben sei jedoch die Zeichnung des Militärs und seiner Sitten, was im französischen Film sonst eher vernachlässigt werde. Der Film sei formal meisterlich, aber sehr einseitig, befand Le Figaro, und merkte an, dass Kassovitz mit Rebellion die Geschichte umarbeite. Rebellion sei sowohl Kriegsfilm als auch politisches Pamphlet.

## Auszeichnungen
Rebellion wurde 2012 für einen César in der Kategorie Bestes adaptiertes Drehbuch (Mathieu Kassovitz, Pierre Geller, Benoît Jaubert) nominiert. Auf dem Filmfest München wurde Mathieu Kassovitz für einen ARRI-Preis für den Besten internationalen Film nominiert.